# Heinz Menger
Heinz Menger (* 30. September 1930) ist ein ehemaliger Berliner Fußballspieler. Er spielte 1950/51 für den SC Lichtenberg 47 in der DDR-Oberliga, der höchsten Liga im DDR-Fußball.

## Sportliche Laufbahn
Mit knapp 20 Jahren bestritt Heinz Menger sein erstes DDR-Oberliga-Spiel. Am 3. Spieltag der Saison 1950/51 stand er als Mittelläufer in der Begegnung Motor Zwickau – SC Lichtenberg 47 (3:0) auf dem Feld. Es war die erste Oberligasaison der Lichtenberger, nachdem der ostdeutsche Sportausschuss wegen der Einführung des Vertragsspielersystems in der bisher gesamtberliner Stadtliga alle Ost-Berliner Sportgemeinschaften in den DDR-Fußball eingegliedert hatte. In der Oberliga-Hinrunde wurde Menger in 15 der 17 Spiele eingesetzt und hatte dabei seine Position im zentralen Mittelfeld sicher. Beim 4:2-Sieg der 47er im Lokalderby gegen den VfB Pankow schoss er sein erstes Oberligator, während er in Rückrunde in seinem drittletzten Oberligaauftritt das zweite und sein letztes Tor folgen ließ. Am Saisonende stand der SC Lichtenberg 47 als Absteiger fest, Heinz Menger schied aus der Mannschaft aus und trat nicht mehr im höherklassigen Fußball in Erscheinung.